# Bernard A. Smart
Bernard Arthur Smart (24. december 1891 i Luton, nord for London – maj 1979 i Luton) var en britisk pilot i énsædede fly under 1. verdenskrig, som udførte nogle af verdens første flyangreb fra hangarskibe, der egentlig var ombyggede krydsere med katapult og et lille flydæk øverst.
- 21. august 1917 afsendtes han fra HMS Yarmouth i et Sopwith Pup-fly og nedskød ene mand det tyske luftskib L 23 med 16 personer ombord i Nordsøen, 40 km fra Jyllands vestkyst ud for Stadil Fjord.[1] [2]
- 19. juli 1918 afsendtes han fra HMS Furious ca. 15 sømil vest for Lyngvig fyr som pilot på et Sopwith Camel-fly og førte an i bombardementet af luftskibsbasen i Tønder, hvor luftskibene L 54 og L 60 udbrændte i den store Toska-hal. [3] [4]

Smart hædredes 9 uger efter nedskydningen af L 23 med DSO-ordenen.
Ombord på HMS Furious i overværelse af admiral David Beatty præsenteredes han 24. juli 1918 til sin store overraskelse for kong George 5., der dekorerede ham med en ekstra bjælke, da han allerede havde DSO-ordenen i forvejen.

## Hjemme i Luton
Bernard Arthur Smart var søn af Charles Smart og hustru Kate i Luton og arbejdede 1911 i forældrenes firma, der producerede stråhatte.
I en alder af 24 år den 24. juli 1916 kvalificerede han sig til at blive pilot i Royal Naval Air Service.
Efter krigen stoppede han i 1919 som pilot og blev forretningsmand.
I 1927 blev han kompagnon i sin fætter Geoffrey Bowman Jenkins' firma Bowman Models i Dereham, Norfolk, der producerede legetøj såsom dampmaskiner, både og lokomotiver.

Smart døde 1979 i Luton og 2011 solgtes nogle af hans efterladenskaber, bl.a. hans DSO-medalje, for hammerslag 63.000 pund.

## Eksterne links
- Captain Bernard Arthur Smart - worldwar1luton.com

1. ↑  On this day 21 August 1917 - fleetairarmoa.org
2. ↑  Historien om en af de store zeppelinere under 1. Verdenskrig  Arkiveret 7. september 2014 hos  Wayback Machine - vragmus.dk
3. ↑  On this day 19 July 1918 - fleetairarmoa.org
4. ↑  Sopwith Camel Arkiveret 29. oktober 2014 hos  Wayback Machine (The Tondern Raid) ISBN 978-1-78096-176-7
5. ↑  Capt. Dixon's daring feat - New York Times 25. juli 1918.
6. ↑  Bowman Steam Toys and Pond Yachts Arkiveret 10. september 2014 hos  Wayback Machine, af Colin Laker (2009), ISBN 978-0-900443-16-9